# Elena Koshka
Elena Koshka, née le 18 mai 1993 à Kazan, est une Tatar russe, basée aux États-Unis, exerçant les professions d'actrice en films pornographiques et de mannequin de charme. Elle a tourné de nombreuses scènes de sodomie et des films de réalité virtuelle. Koshka désigne « le chat » en russe.

## Biographie
Elena Koshka est née d'une mère ukrainienne et d'un père russe à Kazan, capitale de la République du Tatarstan (Russie), le 18 mai 1993 soit près de deux ans après la chute du régime soviétique. Enfant, elle suit sa famille qui s'expatrie à Portland, Oregon (États-Unis),. Elle y séjourne jusqu'à ses 21 ans révolus, époque à laquelle elle déménage à Los Angeles pour travailler dans la mercatique. Elle travaille dans une salle de fitness puis hôtesse dans une agence de location de voitures. Elle se marie à l'âge de 22 ans avec un jeune entrepreneur mais le rêve vire au cauchemar. Elle divorce un an plus tard car elle est victime de violences conjugales. Son ex-mari sera condamné à 20 ans de prison pour les sévices qu'il lui a infligés. À 23 ans, elle rencontre un agent de  Craigslist à la recherche de modèles. Elle tourne ses premières scènes pornographiques grâce à cet agent.

## Carrière
Koshka commence sa carrière en 2016, à l'âge de 23 ans. Elle travaille pour différents studios tels que Jules Jordan Video, Vixen, Reality Kings, Kick Ass Pictures, Tushy, Digital Sin, Erotica X, Lethal Hardcore, New Sensations, Deeper, Sweetheart Video, Girlfriends Films, Evil Angel, Brazzers et Naughty America et, surtout, VR Bangers, ces derniers spécialisés dans les films de réalité virtuelle
La célébrité arrive en 2018 lorsqu'elle remporte le prix de La Meilleure Nouvelle Starlette (Meilleure Révélation) aux AVN Awards.  Toujours en 2018, elle est nommée au prix de la Meilleure scène de sexe en réalité virtuelle attribué par XBIZ pour les films  Model Misbehavior et Sorority Hookup.

## Filmographie partielle
Koshka est l'interprète de plus de 240 films en intégrant les webcams et les compilations dont:
- An Incestuous Affair[8] ;
- Coming of Age 3[9] ;
- Lesbian Coming Out Stories[10] ;
- My Step Sister Squirts 6[11] ;
- Naughty Cum Lovers[12] ;
- Raw 30[13] ;
- She Likes It Rough 2[14] ;
- Slut Auditions 2[15] ;
- Super Tight Pussy[16].

## Récompenses
Prix
- 2018 Spank Bank Awards : VR Star of the Year ;
- 2018 Spank Bank Technical Awards : Most PG / X-Rated Twitter
- 2019 Spank Bank Awards : Tastiest Tall pour Drink of Water
- 2019 Spank Bank Technical Awards : Most Blistered Thumbs... From Gaming

Nominations
- 2018 AVN : Meilleure révélation ;
- 2018 AVN : Meilleure scène de sexe en réalité virtuelle pour Sorority Hookup 2 ;
- 2018 AVN Prix des admirateurs : Débutante la Plus Chaude ;
- 2018 Spank Bank Awards : Plus Belles Jambes ;
- 2018 Spank Bank Awards : Plus Belle Séductrice ;
- 2018 Spank Bank Awards : Newcummer of the Year ;
- 2018 Spank Bank Awards : Porn's « It » Girl ;
- 2018 Spank Bank Awards : Prettiest Girl In Porn (Plus belle fille du porno) ;
- 2018 Spank Bank Awards : Tightest Vag[17]  ;
- 2018 XBIZ : Meilleure Scène de Sexe Dans Un Film Tabou pour Incestuous Affair  ;
- 2018 XBIZ :  Meilleure Scène de Sexe Dans Un Film De Réalité Virtuelle pour Model Misbehavior' ;
- 2018 XBIZ :  Meilleure Scène de Sexe Dans Un Film De Réalité Virtuelle pour  Sorority Hookup  ;
- 2019 AVN : Meilleure Scène de Sexe anal pour Manuel Creampies Their Asses 5 ;
- 2019 AVN : Meilleure Scène de Sexe en Groupe pour Anne: A Taboo Parody ;
- 2019 AVN : Meilleure Scène de Triolisme FHF pour Anne: A Taboo Parody
- 2019 AVN : Meilleure Scène de Sexe [Dans Un Film] de Réalité Virtuelle pour Anne: A Taboo Parody ;
- 2019 AVN Prix des admirateurs : Artiste Féminine Favorite
- 2019 Spank Bank Awards : Best Eyes (Plus Beaux Yeux) ;
- 2019 Spank Bank Awards : Cock Worshipper of the Year (Adorateur[trice] du Phallus pour l'Année) ;
- 2019 Spank Bank Awards : Mattress Actress of the Year (Actrice Matelas de l'Année) ;
- 2019 Spank Bank Awards : Most Photogenic Nymphomaniac (Nymphomane la Plus Photogénique) ;
- 2019 Spank Bank Awards : Porn's « It » Girl ;
- 2019 Spank Bank Awards : Pussy Phenomenon of the Year ("Gonzesse" Phénomène de l'Année) ;
- 2020 AVN : Meilleure Scène de Sexe En Groupe pour  Blacked Raw 21 ;
- 2020 XBIZ : Meilleure Scène de Sexe Dans Un Film Consacré Au Sexe pour Perfect 10 ;
- 2019 XBIZ Europe : Meilleure Scène de Saphisme pour Dorcel Airlines: Indecent Flight Attendants

Une filmographie complète est consultable en anglais ici